# گرگ اویگان
گرگ اویگان (انگلیسی: Greg Ralph Evigan؛ زادهٔ ۱۴ اکتبر ۱۹۵۳) یک هنرپیشه آهنگساز و تهیه‌کننده اهل ایالات متحده آمریکا است.

## گزیده فیلمشناسی
از فیلم‌ها یا برنامه‌های تلویزیونی که وی در آن نقش داشته است می‌توان به آثار زیر اشاره کرد.
- دالاس (مجموعه تلویزیونی ۱۹۷۸) (۱۹۷۸)
- دیپ‌استار سیکس (۱۹۸۹)
- سی‌اس‌آی: میامی (۲۰۰۵)
- کدبانوهای وامانده (۲۰۰۷)
- سی‌اس‌آی (۲۰۱۵)
- استخوان‌ها (مجموعه تلویزیونی) (۲۰۱۷)
- سربروس (فیلم) (۲۰۰۵)
- دهشت‌مرغان (۲۰۱۶)